# Danijel Premuš
Danijel Premuš (Fiume, 15 aprile 1981) è un pallanuotista croato naturalizzato italiano. È il presidente dell'Opatija.

## Palmarès

### Club
- Campionato italiano: 1

Pro Recco: 2009-10
- Coppe Italia: 1

Pro Recco: 2009-10
- Campionato montenegrino: 1

Jadran Herceg Novi: 2011-12
- Coppa del Montenegro: 1

Jadran Herceg Novi: 2011-12
- Eurolega: 1

Pro Recco: 2009-10
- Lega Adriatica: 1

Jadran Herceg Novi: 2011

### Nazionale
- Argento nella Giochi olimpici: 1

Italia: Londra 2012
- Bronzo nella World league: 1

Italia: Almaty 2012